# Tell Aswad
Koordinaten: 33° 23′ 58,4″ N, 36° 34′ 35,9″ O
Tell Aswad  (arabisch تل أسود, DMG Tall Aswad ‚Schwarzer Hügel‘) ist ein prähistorischer neolithischer Ruinenhügel etwa 5 Kilometer östlich vom Flugplatz der syrischen Hauptstadt  Damaskus entfernt. Der Siedlungshügel ist die Typusfundstätte des nach ihm benannten Aswadien.
Die erste Besiedlung erfolgte zwischen 9300 und 8600 v. Chr. (Ende PPNA bis Anfang PPNB). Erste größere Grabungskampagnen fanden 2001 bis 2002 statt.
Die Häuser wurden aus Lehm erbaut und mit Kalkputz versehen, wie die Grabungen ab 2001 ergaben. Es waren elliptische oder rechteckige Einraumhäuser mit abgerundeten Ecken, in deren Mitte sich eine Struktur zum Tragen des Daches nachweisen ließ. Die Häuser hatten einen Durchmesser von bis zu 7 m. Vorratsgefäße befanden sich entlang der Wände, Herde oder Öfen in den offenen Höfen um die Häuser. Die Häuser wurden relativ kurzzeitig genutzt und es gibt keinen Nachweis von Reparaturen oder Neubauten. Dabei scheinen verschiedene Teile des Tells jeweils zur gleichen Zeit bebaut gewesen zu sein, so dass die Siedlung gleichsam über den Hügel wanderte.
Werkzeuge und Waffen wurden aus Feuerstein gefertigt. Obsidian wurde aus Anatolien importiert. Seit Beginn der Besiedlung gab es Korbflechterei, Weberei und das Anfertigen von Figuren aus Ton.
Die Tonfiguren stellen vielfach Tiere, darunter vor allem Ziegen und Schafe dar, die wegen ihres Fleisches genutzt und im Alter von ein bis zwei Jahren geschlachtet wurden. Seit dem mittleren PPNB wurden sie aus der Levante eingeführt.
Die Schädel von vier um einen Kinderschädel angeordneten Häuptern waren mit Tongesichtern übermodelliert. Derlei Rituale waren kurz zuvor in der Nähe, auf dem Tell Ramad, nachgewiesen worden, ebenso in Jericho, Beisamoun und 'Ain Ghazal.
Auslöser für die erste Grabung (am mittleren Euphrat) war 1971 der Bau der Tabqa-Talsperres, heute Medinat el Thawra, der 1974 geflutet werden sollte. Es war die erste britische Grabung in Syrien seit mehr als einem Jahrzehnt. Danach suchten britische Wissenschaftler nach weiteren geeigneten Stätten, um Grabungen durchzuführen, und entdeckten Tell Aswad. 2001 erfolgten ausgedehnte Grabungen.